# Sesamoides prostrata
Sesamoides prostrata là một loài thực vật có hoa trong họ Resedaceae. Loài này được (Boiss.) G.López miêu tả khoa học đầu tiên năm 1990.